# Gunnar Nelson
Gunnar Lúðvík Nelson (født 28. juli 1988 i Reykjavik i Island) er en islandsk MMA-udøver, som sidan 2012 har konkurreret i organisationen Ultimate Fighting Championship (UFC).

## Baggrund

### Tidlige liv
Gunnar Nelson blev født i Akureyri i den nordlige del af Island, men har boet i Reykjavik, hovedstaden i Island, næsten hele sit liv fra barndommen. Han spillede fodbold og ishockey i sine barndomsår. I en alder af 13 begyndte han at træne Gōjū-ryū Karate og vandt den islandske Juvenile Kumite Championship titel i 2003 og igen i 2004 og 2005. Han vandt medaljer i hver karate turnering han deltog i 2003 til 2005. I 2005, blev han valgt som Islands lovende kommende karate talent i det pågældende år, da han var kun 16 år. Han droppede dog karate for at træne i Brasiliansk Jiu-jitsu og grappling som 17-årig. Gunnars far, Harald Dean Nelson (også Halli Nelson), er af angloamerikansk og islandsk afstamning. Han er også Gunnars manager. Gunnars mor, Guðrún Hulda Gunnarsdóttir Nelson, er islandsk. Gunnar har en søster ved navn María Dögg Nelson, født i 1992 i Reykjavík.

## MMA-karriere

### Tidlige karriere
I maj, 2007, fik Gunnar sin mixed martial arts-debut i København. Kampen var mod den dansker kæmper John Olesen. Dommerne havde kampen uafgjort.
Gunnar vandt 5 flere kampe efter sin debut, i Irland, Storbritannien og Danmark, før han tog en pause fra sporten i næsten 2 år. Han vendte tilbage på BAMMA 2: Roundhouses at the Roundhouse i februar, 2010 og besejrede Sam Elsdon via submission i 1. omgang. Han sikrede sig en anden 1. omgangs-sejr i sin næste kamp mod Danny Mitchell til Cage Contender 6 i Manchester i England før han vendte tilbage til BAMMA senere på året. Han næste optræden var på BAMMA 4: Reid vs. Watson i september, 2010 hvor han mødte det det tidligere ubesejrede britiske håb, Eugene Fadiora og vandt via submission i 1. omgang. I februar 2012, vendte Gunnar tilbage til MMA med en 1. omgangs armbar-submission-sejr over den ukrainske kæmper, Alexander Butenko på Cage Contender 12 i Dublin i Irland. I slutningen af 2012 skrev Gunnar kontrakt med UFC.

### Ultimate Fighting Championship
Gunnar underskrev en multi-kamp kontrakt med UFC i juli 2012. Han er den første kæmper fra Island, der har konkurreret i organisationen.
Gunnar skulle have mødt Ryan LaFlare den 19. juli, 2014 på UFC Fight Night: McGregor vs. Brandao. LaFlare led en skade og blev erstattet af Zak Cummings. Gunnar vandt kampen via 2. omgangs rear-naked choke. Sejren gav ham ligeledes hans anden Performance of the Night bonus-pris.
Gunnar mødte herefter Rick Story den 4. oktober, 2014 i hovedkampen på UFC Fight Night: Nelson vs. Story. Gunnar tabte kampen via split decision.
Nelson skulle hav mødte Neil Magny den 27. maj, 2018 på UFC Fight Night: Thompson vs. Till. Men det blev annonceret den 28. april at han var blevet fjernet fra programmet på grund af en knæskade.

## Mesterskaber og priser

### Mixed martial arts
- Ultimate Fighting Championship
  - Performance of the Night (4 gange) vs. Omari Akhmedov, Zak Cummings, Albert Tumenov og Alan Jouban

### Grappling
- North American Grappling Association
  - NAGA Middleweight Champion (1 gang)
- International Brazilian Jiu-Jitsu Federation
  - 2009 IBJJF World Jiu-Jitsu Championship Middleweight Brown Belt Gi Silver Medalist
  - 2009 IBJJF Pan American Championship Middleweight Brown Belt Gi Gold Medalist
  - 2009 IBJJF Pan American Championship Middleweight Black Belt No Gi Gold Medalist
  - 2009 IBJJF Pan American Championship Absolute Black Belt No Gi Silver Medalist